# Clerodendrum indicum
Clerodendrum indicum es una especie de arbusto perteneciente a la familia de las lamiáceas.

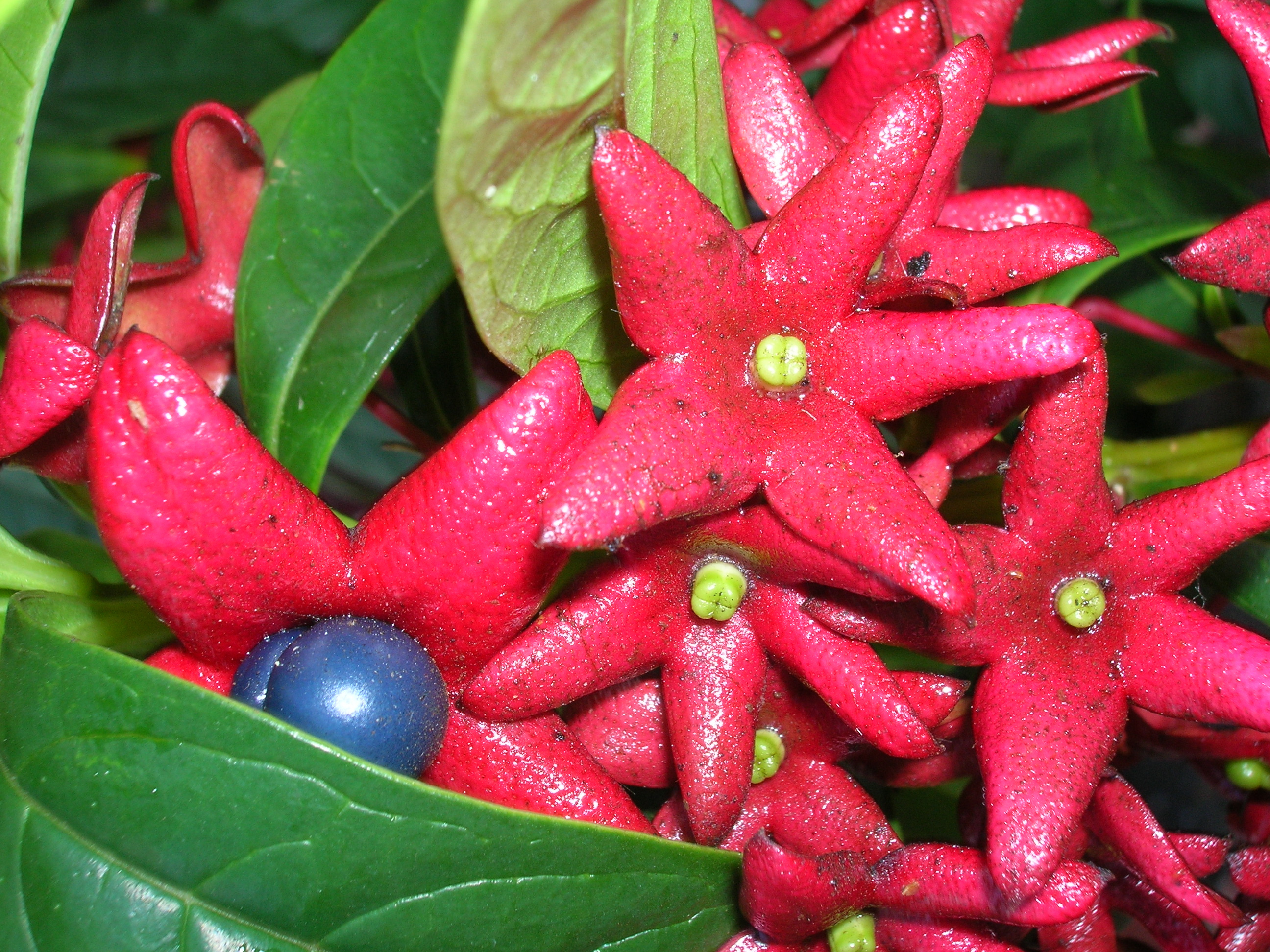
Detalle de la flor

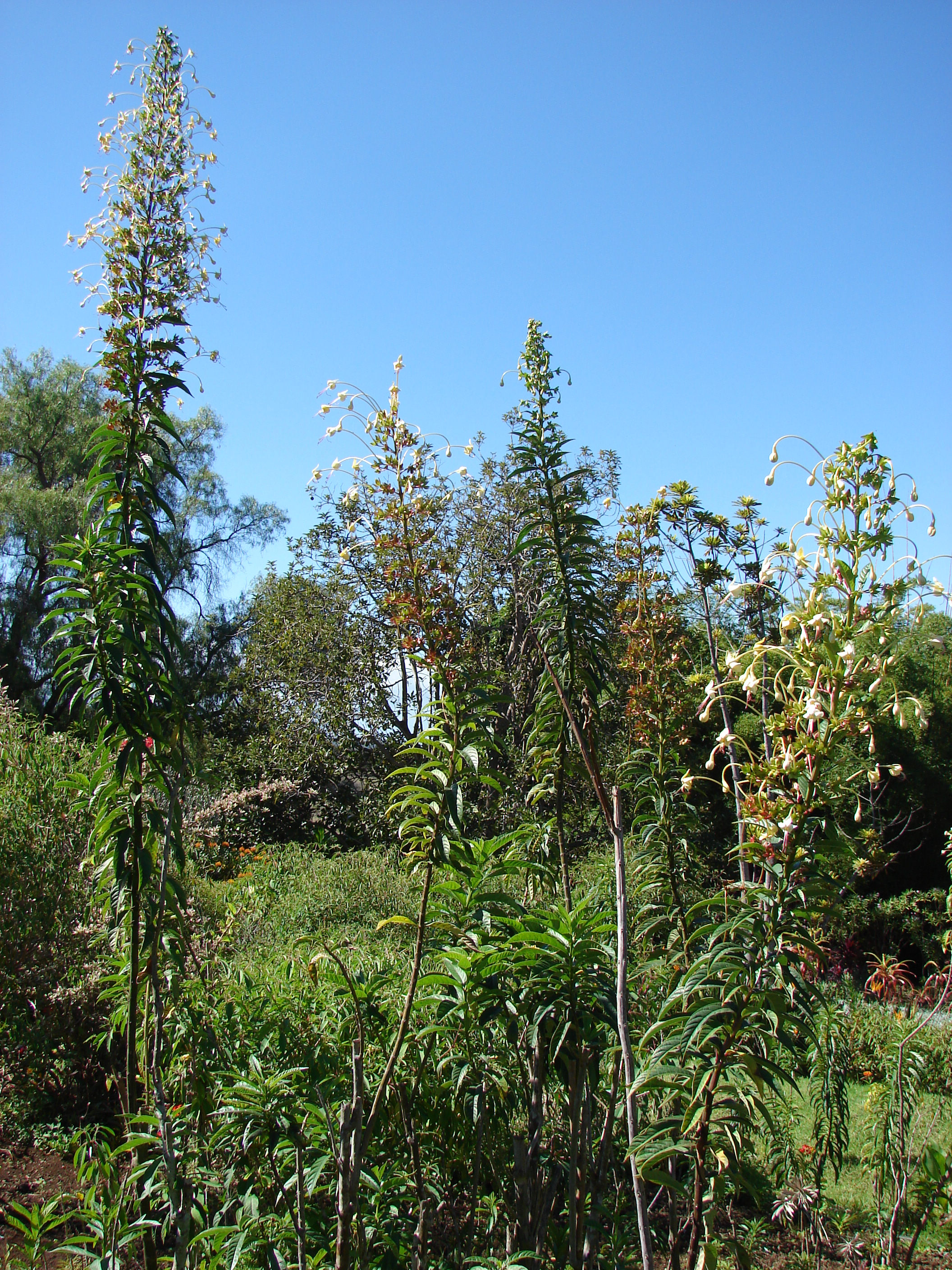
Vista de la planta

## Taxonomía
Clerodendrum indicum fue descrita por (L.) Kuntze y publicado en Revisio Generum Plantarum 2: 506. 1891.
Etimología
Clerodendrum: nombre genérico que deriva de las palabras griegas: kleros = (clero) y dendron =  (árboles), fue acuñado por Linnaeus que se enteró de que las plantas estaban en uso por el clero de la población de Sri Lanka.
indicum: epíteto geográfico que alude a su localización en el Océano Índico.
Sinonimia
- Clerodendrum indicum f. semiserratum (Wall.) Moldenke
- Clerodendrum longicolle G.Mey.
- Clerodendrum mite (L.) Vatke
- Clerodendrum semiserratum Wall.
- Clerodendrum siphonanthus R.Br.
- Clerodendrum verticillatum Roxb. ex D.Don
- Ovieda mitis L.
- Ovieda verticillatum Roxb. ex D.Don
- Siphonanthus angustifolius Willd.
- Siphonanthus indicus L.[2][3]